# Consorci Administració Oberta de Catalunya
El Consorci Administració Oberta de Catalunya, conegut també com a Administració Oberta de Catalunya (AOC), té la seva gènesi en el Pacte per a la promoció i el desenvolupament de la Societat de la Informació a les administracions públiques catalanes, signat al Parlament de Catalunya el 23 de juliol de 2001, entre els presidents de tots els grups parlamentaris, el Govern de Catalunya i els governs locals representats per Localret.
L'aprovació final de la creació del consorci així com dels seus estatuts es va fer efectiva el 27 de març de 2002, mitjançant la Resolució PRE/606/2002, de 21 de febrer, r, per la qual es
dóna publicitat a l’Acord del Govern de 4 de desembre de 2001, pel qual es constitueix el Consorci Administració Oberta Electrònica de Catalunya i se n’aproven els Estatuts.

## Objectiu i missió
L'objectiu del Consorci AOC és impulsar la transformació digital de les administracions catalanes per aconseguir governs oberts, eficients i transparents.
Segons la Llei 29/2010, de 3 d'agost, de l'ús dels mitjans electrònics al sector públic de Catalunya, la missió del Consorci AOC és, fonamentalment, col·laborar amb l'Administració de la Generalitat, els ens locals i, si s'escau, altres organismes públics, per:
a) Promoure la interoperabilitat dels sistemes d'informació catalans amb la resta d'administracions.
b) Crear i prestar serveis comuns d'administració electrònica.
c) Reutilitzar les aplicacions i els serveis d'administració electrònica que es desenvolupin.
d) Garantir la identitat i acreditar la voluntat en les actuacions dels ciutadans i el personal del sector públic, així com la confidencialitat i el no-rebuig en les comunicacions electròniques.
Mitjançant el Consorci AOC, també es desenvolupen i executen mesures de cooperació i foment de l'Administració de la Generalitat amb els ens locals en matèria d'ús dels mitjans electrònics.